# Toma din Suceava
Toma din Suceava (n. ? − d. ?) a fost un pictor sucevean de biserici din secolul al XVI-lea. Este cunoscut în special pentru contribuția sa din 1535 la realizarea frescelor de la mănăstirea Humor. Un document din 1541 îl numea ca pictor oficial al curții lui Petru Rareș, acesta intitulându-se „pictor din Suceava, curtean al slăvitului și măritului domn moldovean, Petru voievod”. Pictura sa cu largi perspective bizantine este bazată pe culori calde, fiind dominată de nuanțe de roșu.
Unii autori îi atribuie și realizarea în 1537 a picturilor murale de la Moldovița, plecând de la asemănările cu pictura mănăstirii Humor ce merg în anumite locuri până la detalii. Criticul de artă Vasile Drăguț consideră însă că pictorul anonim de la Moldovița s-ar fi format în același atelier cu Toma sau ar fi fost elevul acestuia, iar o parte din meșterii ajutători ar fi participat la decorarea ambelor monumente, ceea ce ar putea explica numărul mare de elemente asemănătoare existente în pictura celor două mănăstiri.

## Biografie
Biografia pictorului rămâne în mare parte necunoscută. Criticii de artă presupun că Toma l-ar fi însoțit pe domnul Petru Rareș, în calitate de curtean, în multe călătorii prin țară și că ar fi participat la vreuna dintre misiunile diplomatice trimise de voievod în țările apusene, ocazii cu care a cunoscut pictura murală din bisericile moldovenești și din unele orașe medievale străine.
Profesorul Vasile Drăguț îl considera „un maestru deosebit de instruit, bun cunoscător al patrimoniului autohton de artă, dar deopotrivă inspirat interpret al unor procedee picturale proprii unor centre de artă străine”. Același critic menționează faptul că picturile lui Toma conțin asemănări cu picturile realizate de Fra Angelico, Andrei Rubliov, Melozzo da Forli și de meșterii sienezi, dar niciuna nu este definitorie, deoarece arta pictorului Toma este originală și se inspiră din fondul tradițional.

## Contribuția la pictarea Mănăstirii Humor
La înfrumusețarea mănăstirii, a participat o echipă de meșteri condusă de Toma zugravul. Printre realizările sale de aici se numără:
- Glorificarea Maicii Domnului și Asediul Constantinopolului – pe fațada sudică
- Sfinții ierarhi – pe fațada estică
- Cina cea de taină, Împărtășania apostolilor, Drumul crucii – în interior
- Tablourile votive ale lui Petru Rareș și soției sale Elena, imaginile votive ale logofătului Toader Bubuiog și soției sale Anastasia

Lui Toma zugravul din Suceava îi este uneori atribuit – în mod controversat , un autoportret inserat în scena Asediul Constantinopolului, unde s-ar fi zugrăvit el însuși într-un călăreț apărător al cetății ce aruncă lancea înspre comandantul oștii turcești.

## Picturi

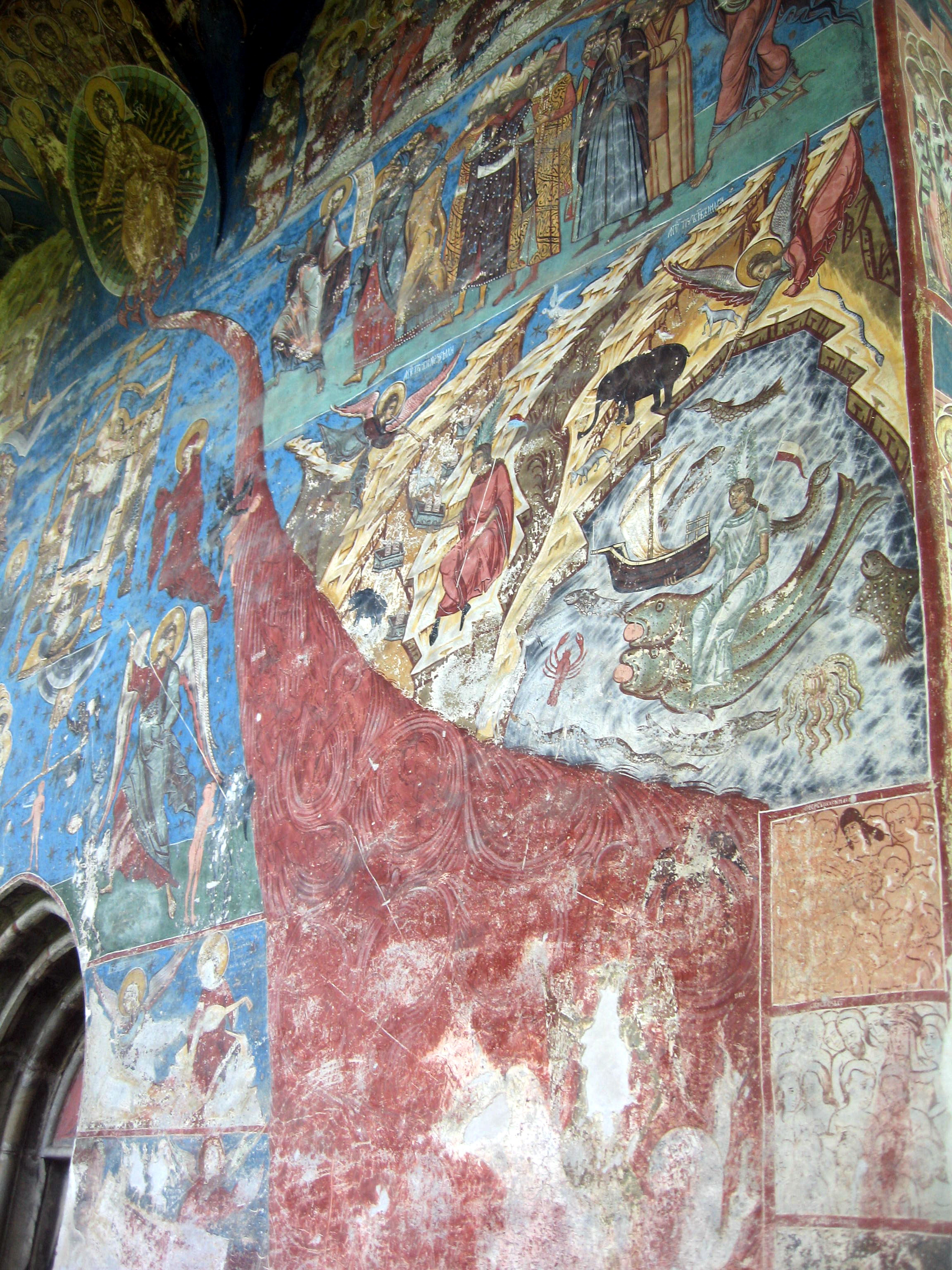
Fragment din fresca Judecăţii de Apoi, zugrăvită pe peretele estic al pridvorului
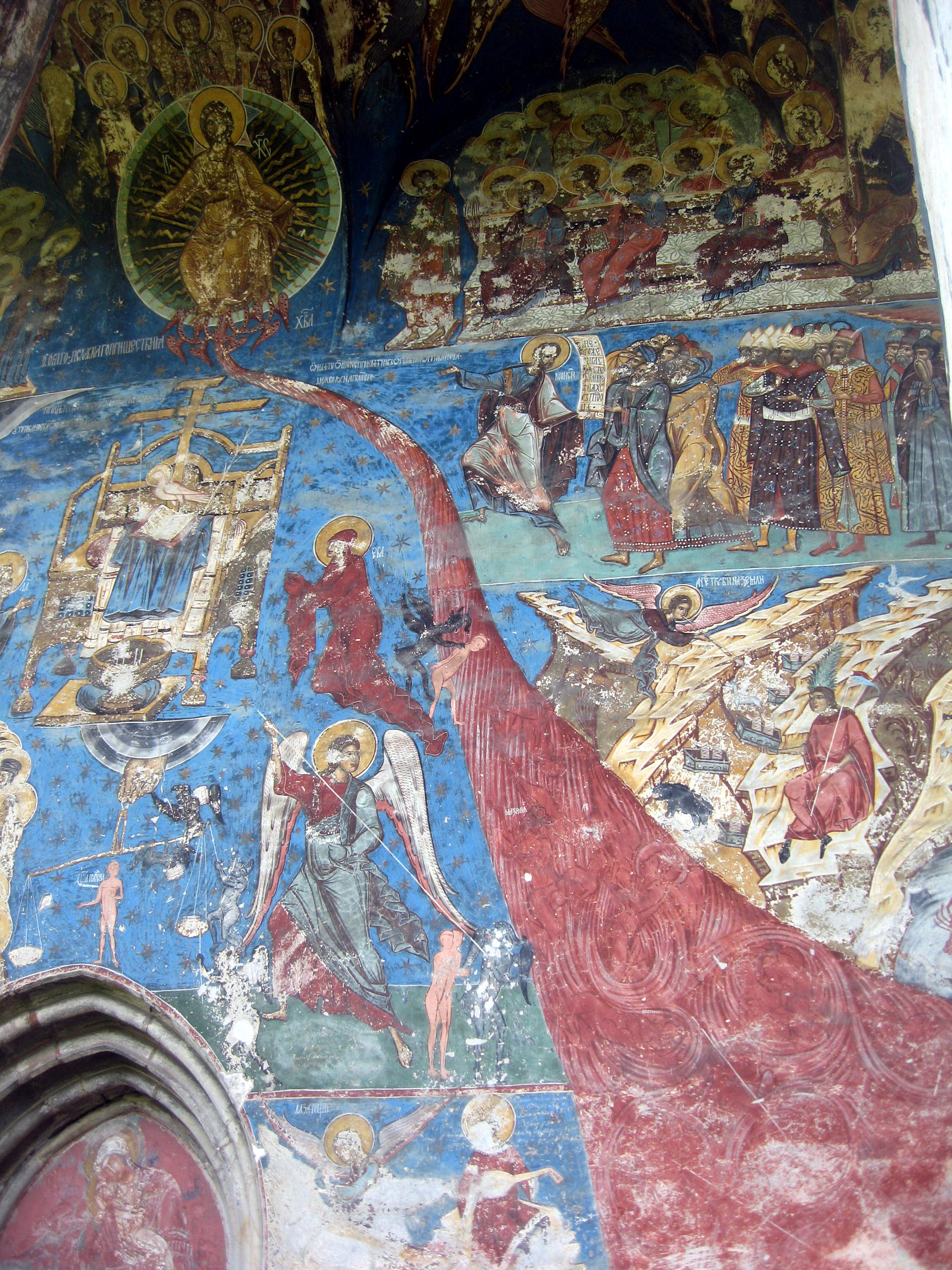
Fragment din fresca Judecăţii de Apoi, zugrăvită pe peretele estic al pridvorului
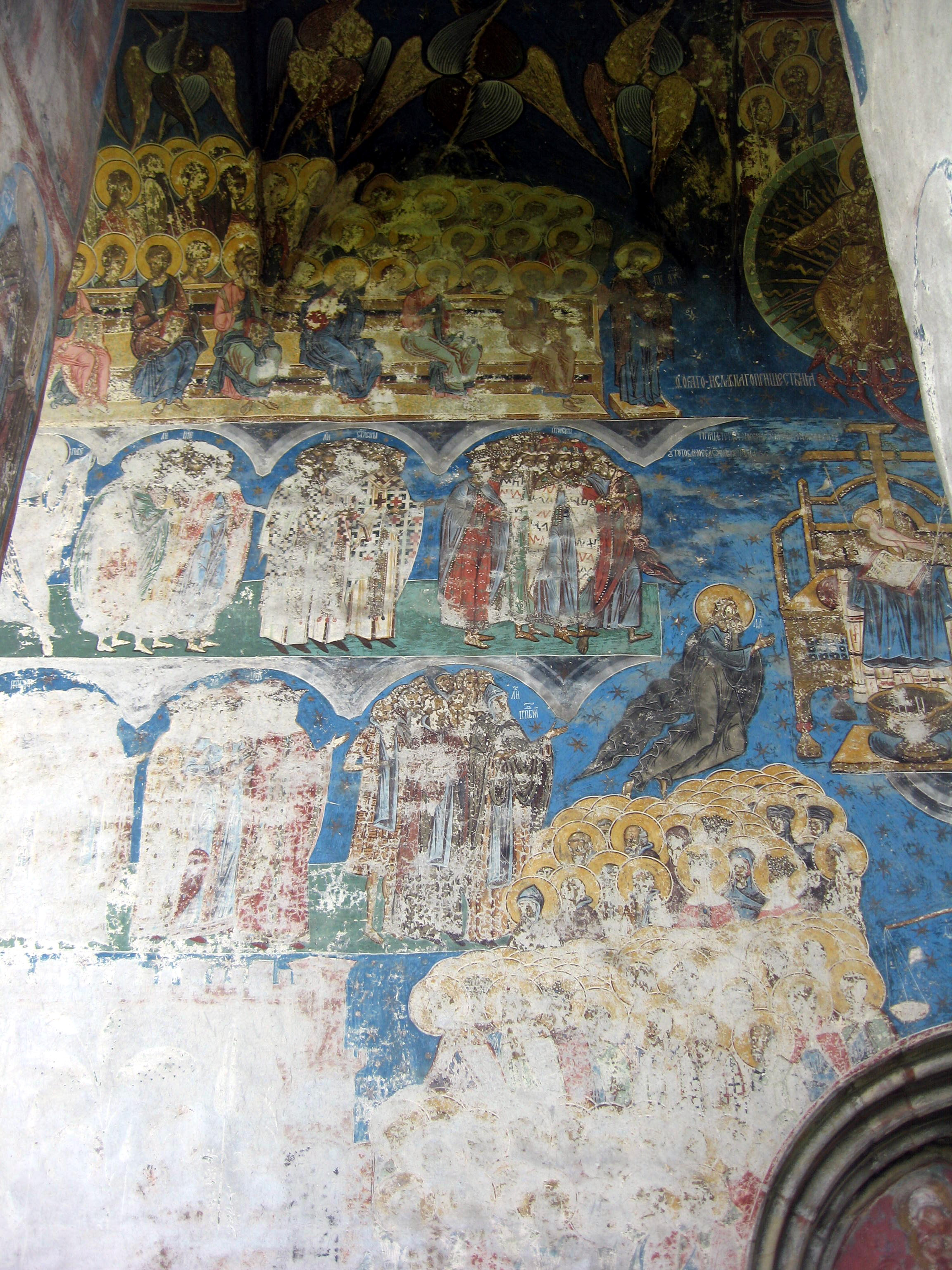
Fragment din fresca Judecăţii de Apoi, zugrăvită pe peretele estic al pridvorului
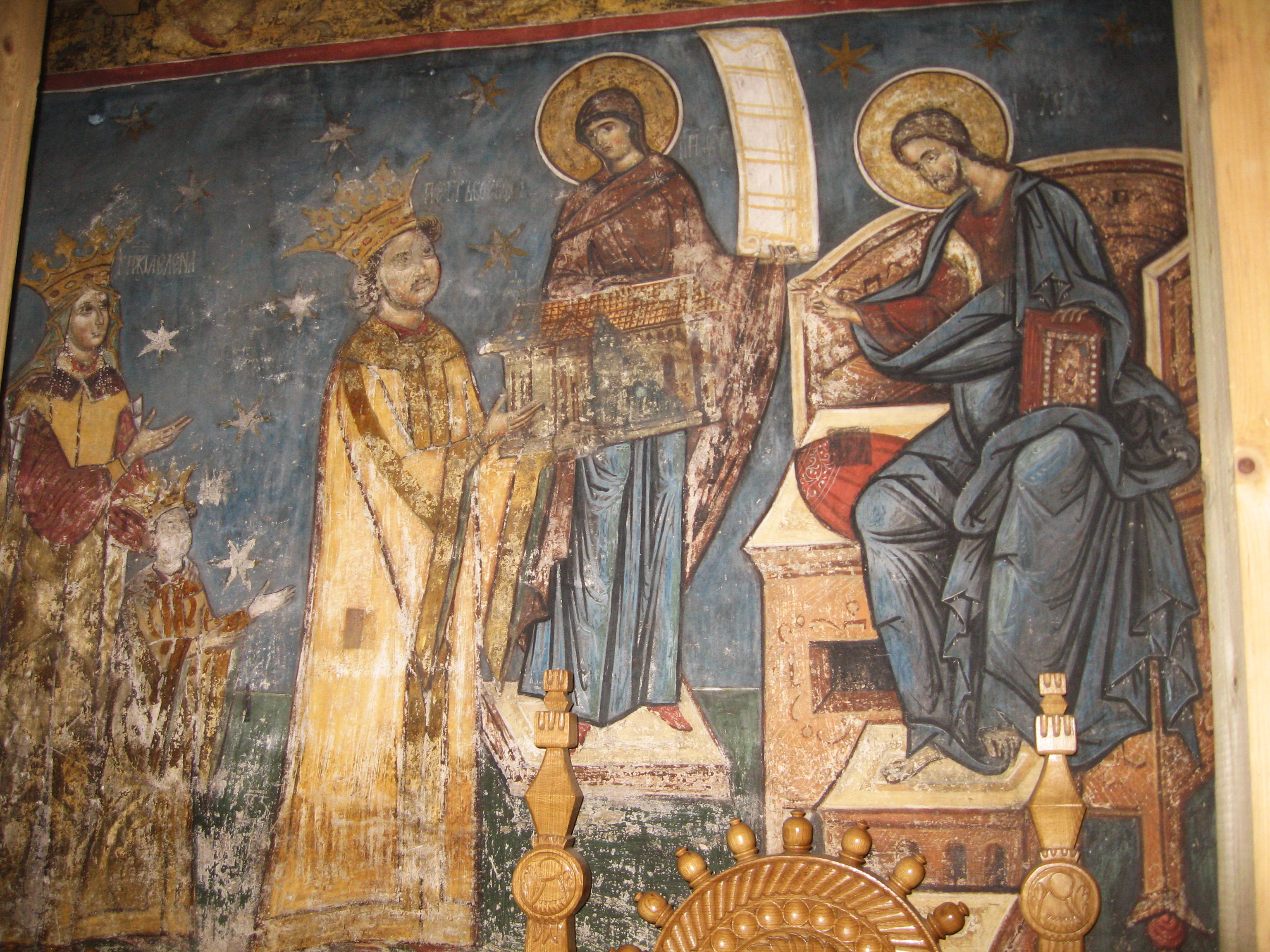
Tabloul votiv în care este reprezentată familia domnească a lui Petru Rareş
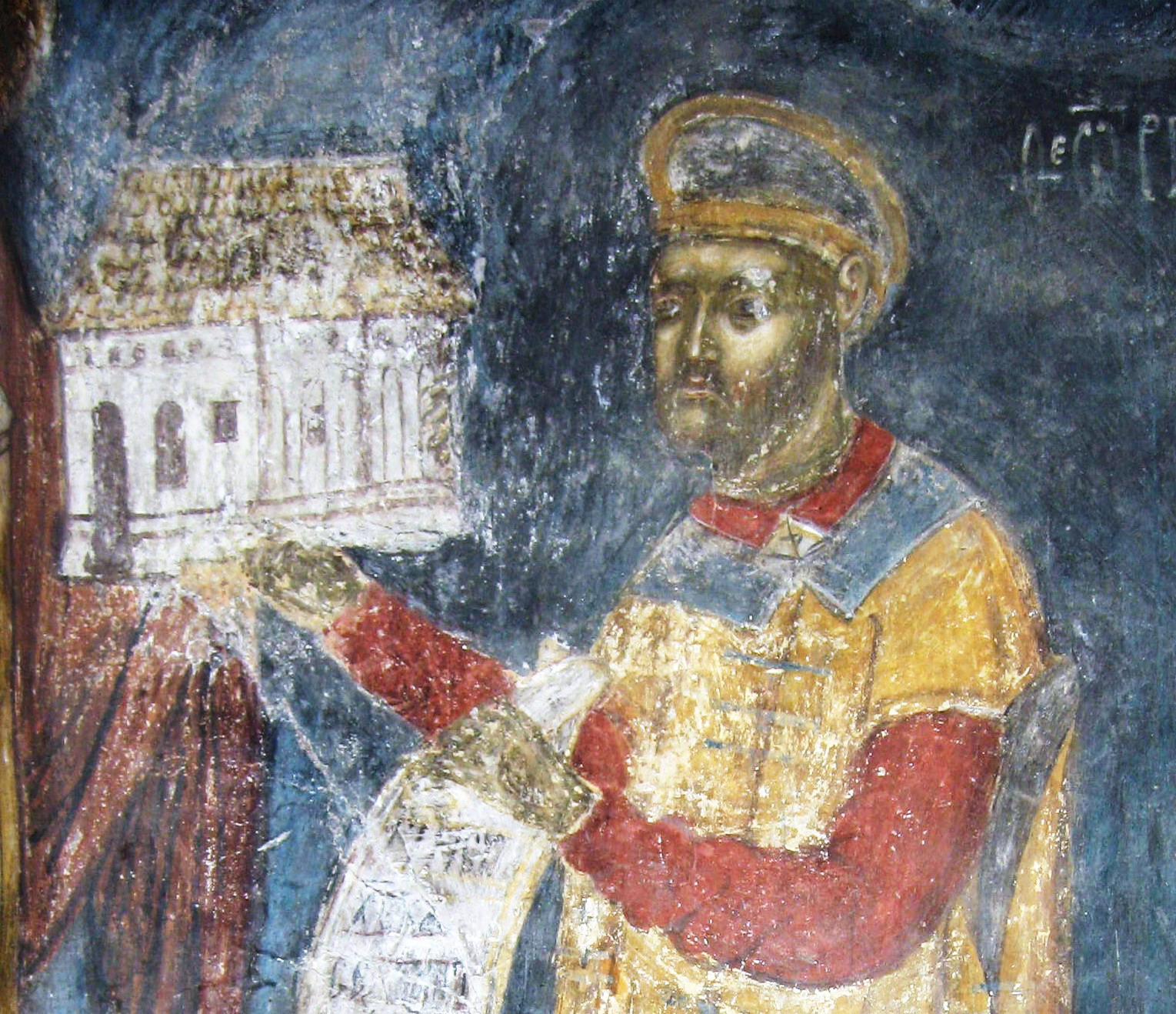
Portretul logofătului Toader Bubuiog din biserică
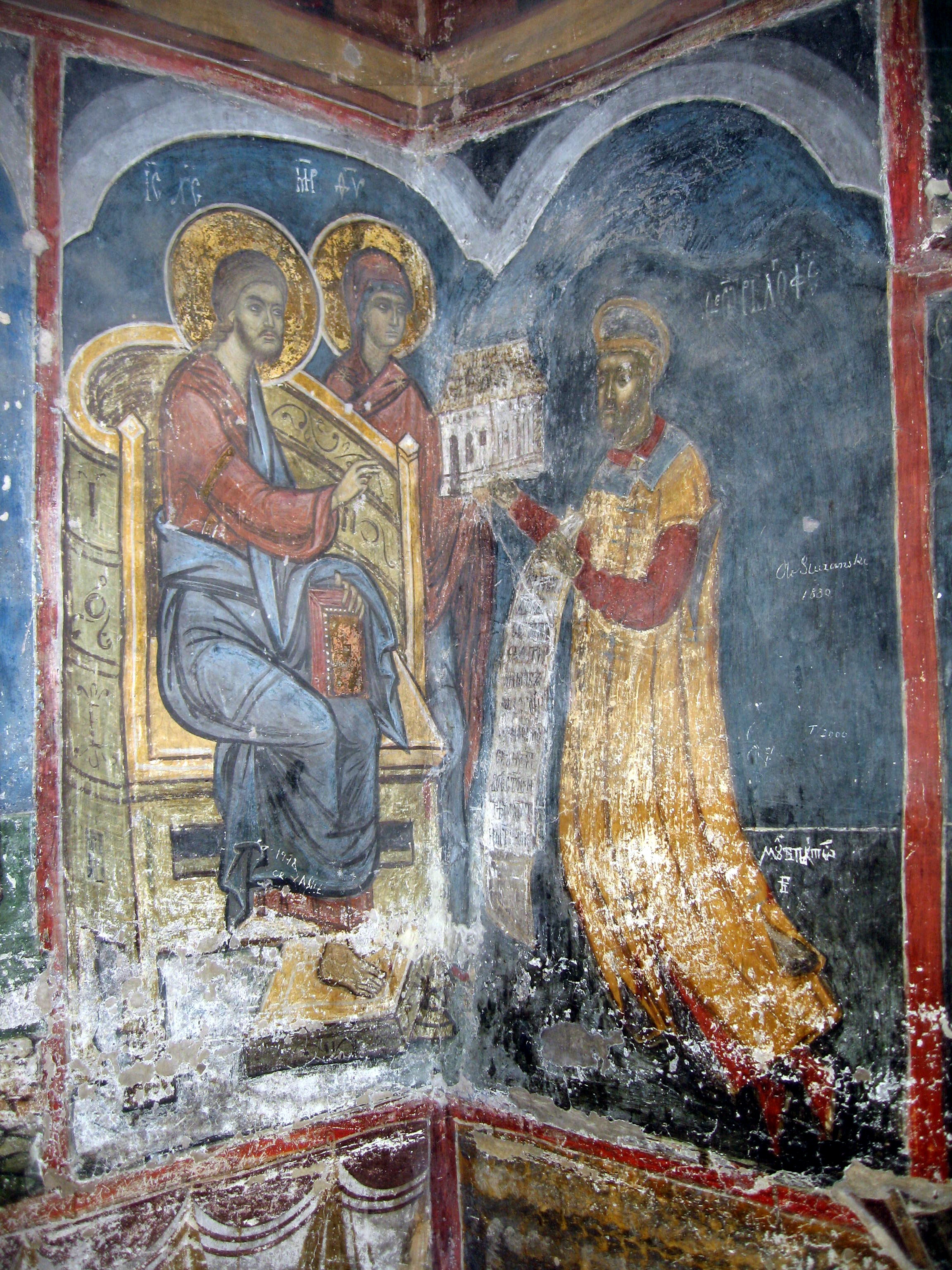
Tabloul votiv al logofătului Toader Bubuiog
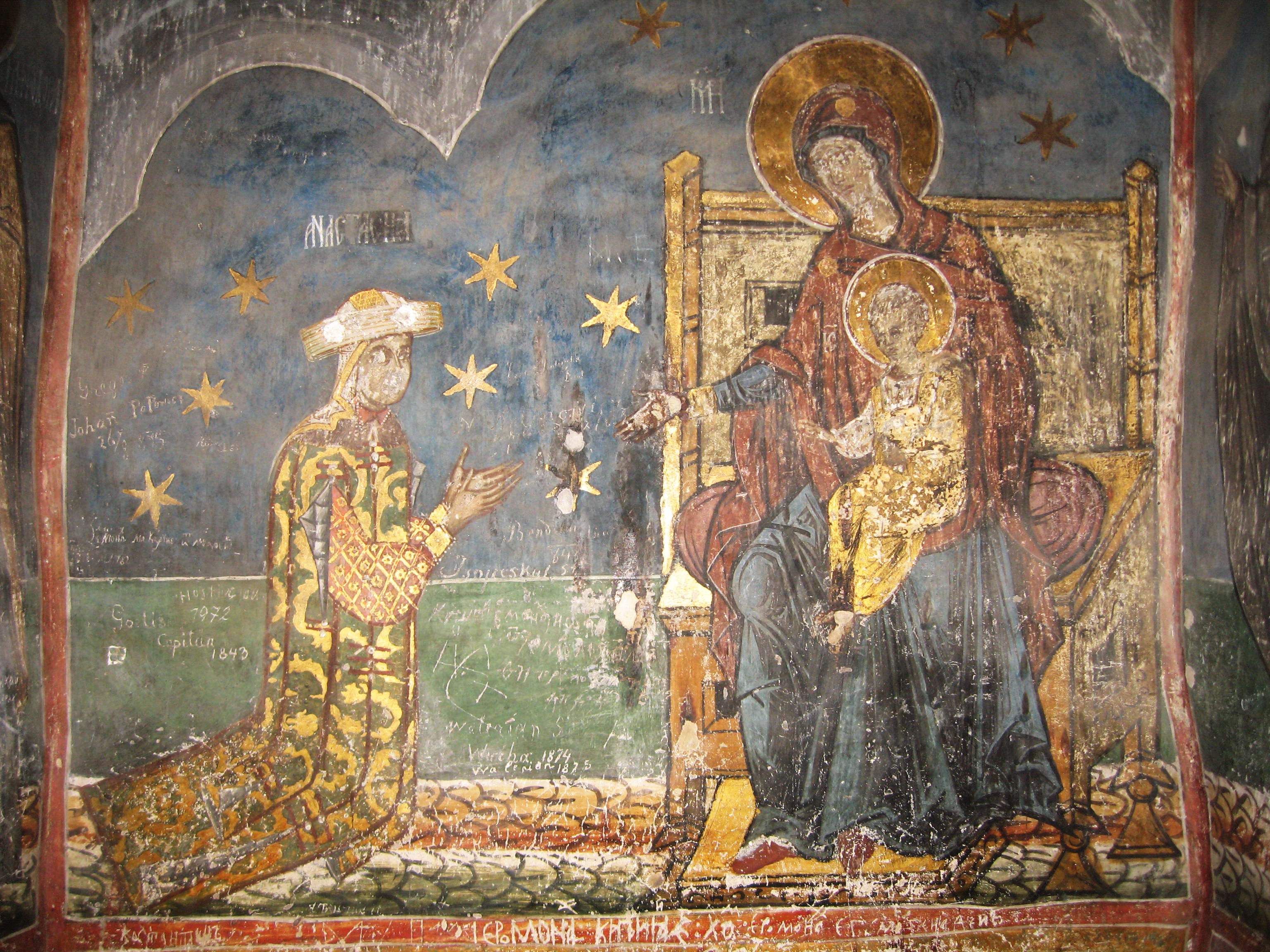
Soţia ctitorului, Anastasia, îngenuncheată în faţa Maicii Domnului
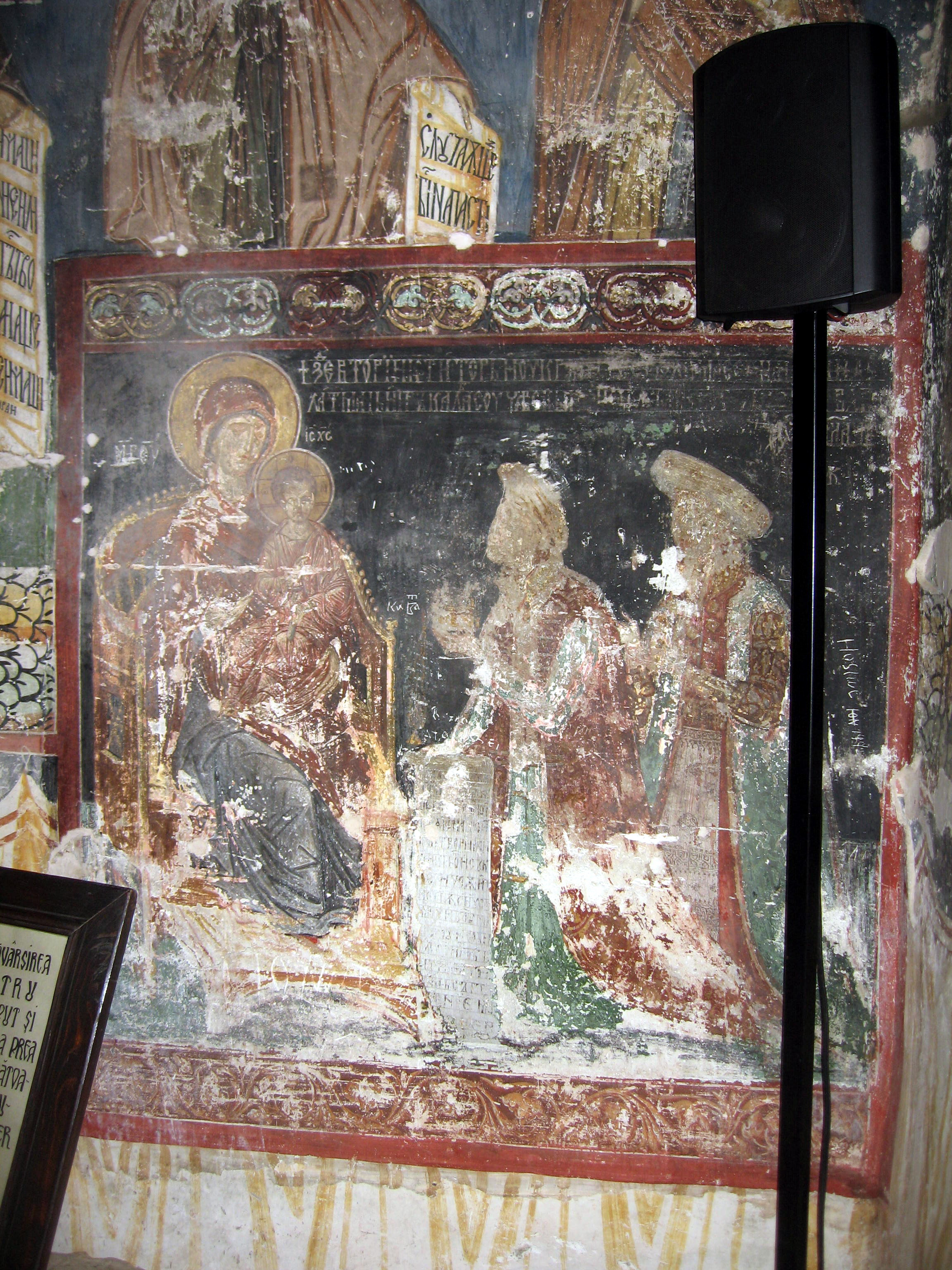
Tabloul votiv în care apar pârcălabul Daniil şi soţia sa Teodosia